# Corythucha ciliata
Corythucha ciliata es una especie de hemíptero heteróptero de la familia Tingidae; es una plaga forestal, de hábito chupador/defoliador. Su principal huésped es Platanus occidentalis. Nativo de Norteamérica, en México  se distribuye por Coahuila, Nuevo León y Tamaulipas. Se ha ido extendiendo desde hace medio siglo por el sur y centro de Europa, donde ataca principalmente al plátano de sombra.

## Descripción
Los adultos miden de 3,2 a 3,7 mm de longitud; son de coloración blanco-cremosa, con un par de manchas oscuras en la parte central de cada ala. En el pronoto hay una mancha conspicua.

## Ciclo de vida
Existen de 3-5 generaciones al año. El invierno lo pasan generalmente como adultos. La oviposición se realiza al principio de la estación del crecimiento del árbol, a lo largo de los márgenes de las venas, por el envés de la hoja. Los huevecillos son insertados en tejido, sobresaliendo solo el cuello con el opérculo. Las ninfas son gregarias durante los primeros estadios y posteriormente se dispersan en el follaje de la rama infestada.

## Entomología aplicada

### Daños
Los daños son producidos por la picadura y succión de savia de las hojas producida por los estados ninfales y adultos.
Las hojas se despigmentan, tomando una coloración gris plomizo, terminando por secarse y caer. En el envés, se observan pequeñas gotas de color negro parecidas a quemaduras debidas a la presencia de la melaza que segregan y al desarrollo secundario sobre ella de hongos conocidos como “fumaginas”.
La gran cantidad de plátanos de sombra utilizados en jardinería en nuestras ciudades, así como las citas de esta plaga en otros géneros vegetales como Broussonetia, Carya, Fraxinus, Tila, etc; de utilización también ornamental, obliga a considerar la expansión de este insecto como un grave problema para los parques y jardines europeos.

### Control

#### Lucha química
Hacia el mes de junio, realizar tratamientos mediante inyecciones al tronco con acefato.
También se pueden realizar tratamientos contra las formas juveniles de C. ciliata pulverizando la copa con piretroides naturales.